# La Bouille
La Bouille település Franciaországban, Seine-Maritime megyében. Lakosainak száma 710 fő (2022. január 1.). La Bouille Caumont, Saint-Ouen-de-Thouberville, Moulineaux és Sahurs községekkel határos.

## Népesség
A település népességének változása:
| Lakosok száma | 778  | 750  | 755  | 753  | 738  | 722  | 707  | 710  | 710  |
|               | 2013 | 2015 | 2016 | 2017 | 2018 | 2019 | 2020 | 2021 | 2022 |